# NGC 6732
NGC 6732 este o galaxie situată în constelația Dragonul. A fost descoperită în 16 octombrie 1886 de către Lewis A. Swift.